# Легка атлетика на літніх Олімпійських іграх 2024 — естафетний біг 4×400 метрів (змішаний)
Змагання з естафетного бігу 4×400 метрів серед змішаних команд (по двоє чоловіків та жінок у складі кожної) на літніх Олімпійських іграх 2024 у Парижі проходили 2 та 3 серпня на «Стад-де-Франс».

## Кваліфікація
Світова легка атлетика встановила квоту у 16 команд, які могли взяти участь у олімпійських змаганнях зі змішаного естафетного бігу 4×400 метрів. Від кожної країни могло бути заявлено не більше однієї команди у дисципліні. Квота була сформована за рахунок команд, які посіли 1—14 місця на Світових легкоатлетичних естафетах 2024. Інші дві країни, які мали право заявити свої естафетні команди до участі в дисципліні, визначались за найкращим результатом, показаним упродовж періоду з 31 грудня 2022 до 30 червня 2024.

## Напередодні старту
Основні рекордні результати на початок змагань:
| WR | ́ СШАДжастін Робінсон Роузі Еффіонг Метью Болінг Алексіс Голмс                   | 3.08,80 | Будапешт | 19 серпня 2023 |
| OR | ПольщаКароль Залевський Наталя Качмарек Юстина Швенти-Ерсетиц Каєтан Душинський | 3.09,87 | Токіо    | 31 липня 2021  |
| WL | ІрландіяКрістофер О'Доннелл Расідат Аделеке Томас Барр Шарлін Модслі            | 3.09,92 | Рим      | 7 червня 2024  |

## Результати

### Перший раунд
Умови кваліфікації до фіналу: перші три команди з кожного забігу (Q) та дві найшвидших за часом з тих, які посіли у забігах місця, починаючи з третього (q).
| 1  | 1 | США                      | Вернон Норвуд       | Шам'єр Літтл           | Брайс Дедмон        | Кайлін Браун          | 3.07,41 | Q WR OR |
| 2  | 1 | Франція                  | Муаммад Кунта       | Луїз Мараваль          | Тео Андан           | Амандін Бросьє        | 3.10,60 | Q NR    |
| 3  | 2 | Велика Британія          | Семюел Ріардон      | Лавіаї Нільсен         | Алекс Гейдок-Вілсон | Ніколь Єргін          | 3.10,61 | Q NR    |
| 4  | 1 | Бельгія                  | Йонатан Сакор       | Елена Понетт           | Кевін Борле         | Наомі ван ден Брук    | 3.10,74 | Q NR    |
| 5  | 2 | Нідерланди               | Юджин Омалла        | Ліке Клавер            | Ісая Клейн Іккінк   | Кателейн Петерс       | 3.10,81 | Q       |
| 6  | 1 | Ямайка                   | Рехім Гейлс         | Джунелл Бромфілд       | Зандріон Барнс      | Стефані-Енн Макферсон | 3.11,06 | q NR    |
| 7  | 1 | Польща                   | Максиміліан Швед    | Маріка Попович-Драпала | Кароль Залевський   | Юстина Швенти-Ерсетиц | 3.11,43 | q SB    |
| 8  | 2 | Італія                   | Лука Сіто           | Анна Полінарі          | Едоардо Скотті      | Аліче Манджоне        | 3.11,59 | Q       |
| 9  | 2 | Нігерія                  | Семюел Огазі        | Елла Оноджуввевво      | Іфеаньї Оджелі      | Пейшенс Джордж        | 3.11,99 | NR      |
| 10 | 2 | Ірландія                 | Крістофер О'Доннелл | Софі Бекер             | Томас Барр          | Шарлін Модслі         | 3.12,68 |         |
| 11 | 1 | Швейцарія                | Шарль Девантай      | Джулія Сенн            | Ліонель Шпітц       | Ясмін Гігер           | 3.12,77 | NR      |
| 12 | 1 | Кенія                    | Девід Капіранте     | Вероніка Мутуа         | Боніфас Мвереса     | Мерсі Чебет           | 3.13,13 |         |
| 13 | 1 | Багамські Острови        | Венделл Міллер      | Джавонья Валсорт       | Алонзо Расселл      | Квінсі Пенн           | 3.14,58 |         |
| 14 | 2 | Україна                  | Олександр Погорілко | Тетяна Мельник         | Данило Даниленко    | Мар'яна Шостак        | 3.15,51 |         |
| 15 | 2 | Німеччина                | Жан-Поль Бредо      | Аліка Шмідт            | Мануель Зандерс     | Айлін Демес           | 3.15,63 |         |
| 16 | 2 | Домініканська Республіка | Ерік Хоель Санчес   | Мілагрос Дюран         | Роберт Кінг         | Анабель Медіна        | 3.18,39 |         |

### Фінал
| 1 | Нідерланди      | Юджин Омалла     | Ліке Клавер           | Ісая Клейн Іккінк   | Фемке Бол             | 3.07,43 | AR |
| 2 | США             | Вернон Норвуд    | Шам'єр Літтл          | Брайс Дедмон        | Кайлін Браун          | 3.07,74 |    |
| 3 | Велика Британія | Семюел Ріардон   | Лавіаї Нільсен        | Алекс Гейдок-Вілсон | Амбер Аннінг          | 3.08,01 | NR |
| 4 | Бельгія         | Александер Дом   | Елена Понетт          | Йонатан Сакор       | Наомі ван ден Брук    | 3.09,36 | NR |
| 5 | Ямайка          | Рехім Гейлс      | Джунелл Бромфілд      | Зандріон Барнс      | Стефані-Енн Макферсон | 3.11,67 |    |
| 6 | Італія          | Лука Сіто        | Джанкарла Тревізан    | Едоардо Скотті      | Аліче Манджоне        | 3.11,84 |    |
| 7 | Польща          | Максиміліан Швед | Юстина Швенти-Ерсетиц | Кароль Залевський   | Аліція Врона-Кутшепа  | 3.12,39 |    |
|   | Франція         | Муаммад Кунта    | Луїз Мараваль         | Фабрісіо Сайді      | Амандін Бросьє        | DQ      |    |

## Відео
- Попередній забіг, в якому був встановлений світовий рекорд на YouTube
- Фінальний забіг на YouTube